# Чалов Степан Андрійович
Степан Андрійович Чалов (рос. Степан Андреевич Чалов; 1919, Єфремята — 11 грудня 1943) — Герой Радянського Союзу, в роки радянсько-німецької війни механік-водій танка 378-го танкового батальйону 173-ї танкової бригади (52-а армія, 2-й Український фронт), старший сержант.

## Біографія
Народився в 1919 році в селі Єфремята (нині Карагайського району Пермського краю Росії) в сім'ї селянина. Росіянин. Освіта неповна середня. Працював трактористом у сільськогосподарській артілі «Росія».
У Червоній Армії з 1939 року. На фронті у радянсько-німецьку війну з лютого 1942 року.
Відзначився в боях за місто Черкаси. Танк Чалова першим увірвався в місто. Екіпаж вогнем і гусеницями знищив 17 кулеметних гнізд, 3 гармати, 1 танк і до 40 гітлерівців.
11 грудня 1943 року у вуличних боях танк старшого сержанта Чалова від прямих влучень ворожих снарядів отримав серйозні пошкодження і загорівся. Вести стрільбу з баштового знаряддя виявилося неможливо. Тоді старший сержант Чалов направив палаючий танк на ворожу гармату і знищив її. Загинув у цьому бою.
Похований у селі Водяники Звенигородського району Черкаської області.

## Нагороди, пам'ять

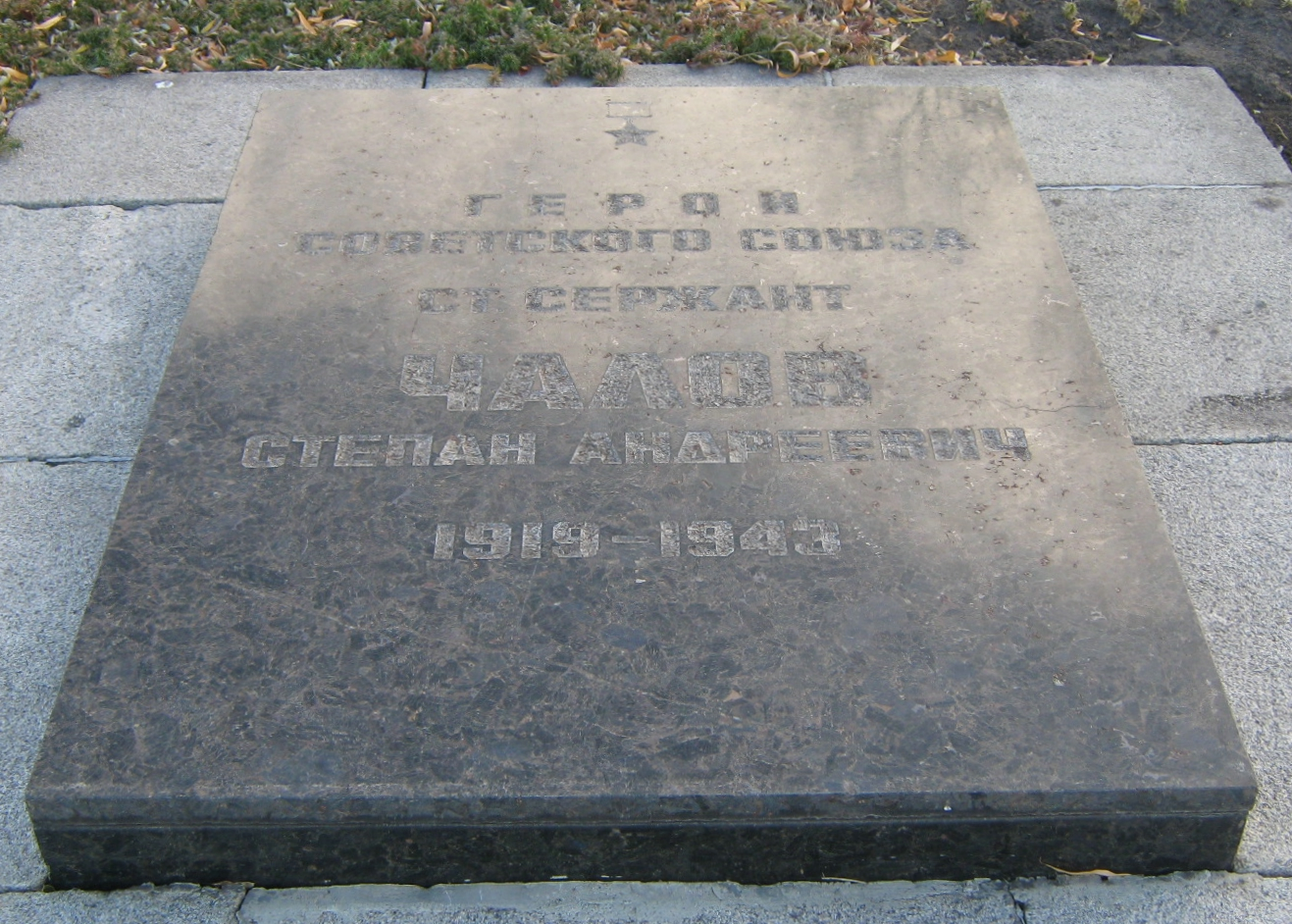
Плита на Пагорбі Слави

Указом Президії Верховної Ради СРСР від 17 травня 1944 року за мужність, відвагу і героїзм, проявлені в боротьбі з німецько-фашистськими загарбниками, старшому сержанту Чалову Степану Андрійовичу посмертно присвоєно звання Героя Радянського Союзу. Нагороджений орденом Леніна, медаллю.
Ім'ям Героя названі вулиця в селі Карагай та місті Черкасах. Встановлено бюст і обеліск у селі Водяники і гранітна плита на Пагорбі Слави у Черкасах.